# Литвиненко Олексій Панасович
Олексій Панасович Литвиненко (25 листопада 1932, тепер Донецька область — ?) — український радянський діяч, голова колгоспу «Родина» Мар'їнського району Донецької області. Депутат Верховної Ради СРСР 9-го скликання.

## Біографія
Народився в селянській родині.
Освіта вища: закінчив Київський інститут народного господарства.
У 1950—1954 роках — агроном-насінник радгоспу, дільничний агроном машинно-тракторної станції.
У 1954—1963 роках — головний агроном, заступник голови колгоспу імені Сталіна («Родина») села Зоряне Мар'їнського району Донецької області.
Член КПРС з 1956 року.
З 1963 року — голова колгоспу «Родина» села Зоряне Мар'їнського району Донецької області.
Потім — на пенсії в місті Мар'їнці Донецької області.

## Нагороди
- орден Леніна
- орден Жовтневої Революції
- медалі